# Doris Rogers
Doris Jean Rogers (9 febbraio 1943) è un'ex cestista statunitense.

## Carriera
Con gli Stati Uniti disputò i Giochi panamericani di San Paolo 1963, dove vinse la medaglia d'oro, e i Campionati mondiali del 1964.